# François Robert (géochimiste)
Pour les articles homonymes, voir François Robert (homonymie) et Robert.
 (décembre 2024).
François Robert, né le 26 janvier 1951 à Paris, est un scientifique français spécialisé en géochimie et cosmochimie.Ses travaux s'appuient sur les compositions des isotopes stables. En cosmochimie, ses analyses des météorites ont permis de mieux comprendre l'origine des océans terrestres, les mécanismes de synthèse de la matière organique dans le gaz protosolaire (via les isotopes de l'hydrogène), ainsi que l'irradiation nucléaire de la matière lors de la formation des premiers solides du système solaire (via les isotopes du lithium, du béryllium et du bore). En géochimie, il constate une évolution conjointe des compositions isotopiques de l'oxygène et du silicium dans les roches siliceuses du précambrien. Cette évolution est compatible avec un refroidissement d'une cinquantaine de degrés des océans s'étalant sur 3,5 milliards d'années.
Depuis 2015, ses travaux théoriques sur l'ozone (dynamique moléculaire) et expérimentaux (réactions chimiques dans les plasma) portent sur l'origine physique du fractionnement isotopique indépendant de la masse et ses conséquences pour l'origine de la matière solide dans le système solaire primitif.
Il a reçu la médaille d'argent du CNRS en 2004 et la médaille Leonard de la Meteoritical Society en 2011,.

## Parcours
Il entreprend sa thèse d’État en 1976 au CEA de Saclay sous la direction de Marc Javoy et de Liliane Merlivat puis sous la direction de Samuel Epstein au Caltech, à Pasadena en Californie.
Il entre au CNRS en 1980 au Laboratoire de géochimie des isotopes stables de l'université de Jussieu où il soutiendra sa thèse en 1982 sur les compositions isotopiques (HCN) des météorites carbonées.
Entre 1983 et 1990, il travaille successivement avec Liliane Merlivat à Saclay, Samuel Epstein au California Institute of Technology et Marc Javoy à Jussieu.
En 1990, il est nommé directeur de recherche au CNRS.
Il est affecté en 1993, au Laboratoire de minéralogie du Muséum national d'histoire naturelle. Entre 1993 et 2004, il réalise l’ensemble de ses mesures dans le cadre d'une collaboration avec le Centre de recherche de pétrologie et de géochimie de Nancy (CNRS/INPL). Sous l’impulsion du professeur Étienne Roth il participe à la mise en place de la Société française d'isotopes stables dont il sera le premier vice-président en 1999.
À partir de 1999, il entreprend la détermination de la structure moléculaire de la matière organique insoluble des météorites en collaboration avec le laboratoire de géochimie organique et minérale de l'environnement à l'université Pierre-et-Marie-Curie à Paris.
En 2006, il est responsable d’un consortium de laboratoires français mise en place par le CNES qui s’est fixé pour but l’analyse des échantillons prélevés dans la queue de la comète Wild 2 par la mission spatiale américaine StarDust (NASA),.
Entre 2003 et 2011, il est successivement membre élu du conseil d’administration et du conseil scientifique du MNHN et président du Programme national de planétologie (PNP/INSU-CNRS).
Entre 2004 et 2014 il est le directeur du laboratoire de minéralogie et cosmochimie du Muséum qui héberge une sonde ionique NanoSims (Cameca) accessible aux chercheurs nationaux et internationaux dans le cadre du Service national d’analyse de l’INSU-CNRS.
Depuis 2018, Il est Directeur de Recherche Emérite au CNRS, affecté au Muséum National d'Histoire Naturelle de Paris.